# 沃尔加绍尔
沃尔加绍尔（羅馬化：Vorgashor）是俄罗斯科米共和国的市级镇，属沃尔库塔市。
该地2021年有人口9,318人；2010年人口12,044；2002年人口19,100；1989年人口24,869。